# ليفي لويس
ليفي لويس هو سياسي كندي، ولد في 1762، وتوفي في 1828.